# Chikkakoratagere, Tumkur
Chikkakoratagere là một làng thuộc tehsil Tumkur, huyện Tumkur, bang Karnataka, Ấn Độ.